# NHL Breakaway 98
NHL Breakaway 98 est un jeu vidéo de hockey sur glace développé par Sculptured Software et édité par Acclaim Entertainment, sorti en 1997 sur Windows, Nintendo 64 et PlayStation.
Il a pour suite NHL Breakaway 99.

## Accueil
- GameSpot : 7,8/10 (N64)[1] - 7,9/10 (PS)[2]